# Cuarta guerra macedónica
La cuarta guerra macedónica (150 a. C.-148 a. C.) fue la última guerra entre Roma y Macedonia. Se libró como consecuencia de la usurpación del pretendiente Andrisco del trono de Macedonia, quien fingió ser hijo de Perseo, el último rey de Macedonia, depuesto por los romanos luego de la tercera guerra macedónica en 168 a. C. Andrisco, que contó con apoyos procedentes de Tracia, venció inicialmente al pretor romano Juvencio pero fue finalmente derrotado por el general romano Cecilio Metelo en la batalla de Pidna en 148 a. C. Poco después, Macedonia se convirtió en una provincia romana.